# 몽중헌
몽중헌은 대한민국의 중식 브랜드다. 2009년 8월 CJ엔시티가 론칭했다. 현재는 CJ제일제당이 소속으로, 약 10개의 매장을 운영하고 있다.

## 역사
2009년 8월 CJ엔시티는 중식 브랜드 '몽중헌'을 론칭하고 서울특별시 강남구 청담동에 1호점을 개점했다. 2010년 안국점, 인천국제공항점, 2011년 페럼타워점 등을 순차적으로 개점했다. 2014년 1월 1일 CJ푸드빌이 CJ엔시티를 합병하며 운영 기업이 변경됐다. 2017년 CJ제일제당이 파인 다이닝 사업에 진출함에 따라 CJ푸드빌로부터 몽중헌과 더스테이크하우스, 우오 등의 운영권을 이전받아 현재에 이른다.

## 운영
10개의 지점을 현재 운영하고 있다.
- 서울특별시: 청담점, 안국점, 페럼타워점, 방이점, 공덕점, 대치점, 문정점, 반포점, 강남점
- 경기도 성남시: 판교점